# 舍朱奔语
舍朱奔语是印度一种舍朱奔语支语言。两种方言差别很大，谢尔冈方言和鲁帕方言。名称“舍朱奔”（Sherdukpen）来自谢尔冈（Shergaon）和Tukpen(门巴语称呼鲁帕方言) (Blench & Post 2011:3)。

## 方言
Lieberherr & Bodt (2017)列出舍朱奔语两种方言。
- 鲁帕方言：分布在鲁帕河谷和其他两条谷地，以及临近村庄。约有3千使用者。
- 谢尔冈方言：分布在谢尔冈河谷。约有1,500使用者。

## 分布
舍朱奔族生活在西卡门县南部的谢尔冈(Dondrup 1988)，位于Bomdila以南的田加帕尼河河谷。

《民族语》列出鲁帕、谢尔冈、吉冈和通里村，位于西卡门县Bomdi La Range以南和田加帕尼河河谷。